# Werne-Land

Stadt und Landgemeinde Werne mit den zugehörigen Bauerschaften im 19. Jahrhundert

Die Gemeinde Werne-Land, vor dem Ersten Weltkrieg auch Kirchspiel Werne genannt, war bis 1922 eine Gemeinde im Kreis Lüdinghausen in der Provinz Westfalen. Ihr Gebiet gehört heute zur Stadt Werne im nordrhein-westfälischen Kreis Unna.

## Geografie
Die Landgemeinde Werne umschloss kragenförmig die Stadt Werne und besaß eine Fläche von 53 km². Sie umfasste die Bauerschaften Ehringhausen, Evenkamp, Holthausen, Langern, Lenklar, Ostick, Schmintrup und Varnhövel.

## Geschichte
Das Gebiet der Gemeinde gehörte nach der Napoleonischen Zeit zunächst zur Bürgermeisterei Werne im 1816 gegründeten Kreis Lüdinghausen. Mit der Einführung der Westfälischen Landgemeindeordnung wurde 1843 aus der Bürgermeisterei Werne das Amt Werne, zu dem die Landgemeinden Capelle, Herbern, Stockum und Werne gehörten. Die Stadt Werne blieb amtsfrei.
Am 1. November 1922 wurde die Landgemeinde Werne in die Stadt Werne eingemeindet.

## Einwohnerentwicklung
| Jahr | Einwohner | Quelle |
| ---- | --------- | ------ |
| 1832 | 1548      | [ 4 ]  |
| 1858 | 2106      | [ 5 ]  |
| 1871 | 2116      | [ 6 ]  |
| 1885 | 2243      | [ 7 ]  |
| 1895 | 2179      | [ 8 ]  |
| 1910 | 3989      | [ 9 ]  |
| 1922 | 3354      | [ 1 ]  |